# Mull of Kintyre
Mull of Kintyre é um cabo no sudoeste da Escócia, que se situa no extremo meridional da península de Kintyre, projetando-se pelo canal do Norte na direção da Irlanda, ilha perfeitamente visível a partir do cabo.
O seu nome é uma anglificação do original goidélico Maol Ceanntìre. No cabo há um histórico farol desenhado e construído por Thomas Smith e completado em 1788.
A fama do cabo estendeu-se enormemente desde que em 1977 Paul McCartney lhe dedicou uma canção homónima interpretada pela sua banda da altura, os Wings.